# Glitch Mode
『Glitch Mode』（グリッチ・モード）は、韓国のボーイズグループ・NCT DREAMの2枚目のオリジナルアルバム。2022年3月28日にDreamusから発売された。2022年5月30日には、リパッケージアルバム『Beatbox』（ビートボックス）が発売された。

## 概要
- 1sフルアルバム『Hot Sauce/Hello Future』より、約10ヶ月ぶりのカムバック。
- アルバム名「Glitch」は、主にビデオゲームなどのプログラムで発生するシステムの一時的なエラーを意味する[8]。
- タイトル曲「Glitch Mode」を含む11曲が収録されている。
- 予約注文数が207万枚を記録した[9]。
- ハントチャート集計では、初動140万5199枚を記録した[10]。
- SMエンタテインメントによると、発売から1週間で210万339枚を売り上げ、2作連続でダブルミリオンセラーを達成した[11]。

## プロモーション

### ミュージックビデオ
- 3月28日、タイトル曲「Glitch Mode」ミュージックビデオを公開した。
ネオンカラーで彩られたスペースシャトルのようなゲーム店を背景に、恋に落ちてビデオゲームのシステムエラー（Glitch）のように身動きが取れなくなってしまう様子をユニークに表現している[12][13][14]。

### イベント
- 3月28日、リリース記念オンライン記者会見を開催した。
- 4月1日から5月29日までの8週間、ソウルの聖水洞にてポップアップストア「GLITCH ARCADE CENTER POP-UP STORE」が開催された[15]。
- 4月5日、リリースを記念し、オンライン公演「DREAM STAGE : GLITCH MODE」をBeyond LIVEにて開催した[16]。

### アレンジバージョン
- 6月21日、タイトル曲「Glitch Mode」リミックスバージョンでプロデューサーJINBOが参加した「iScreaM Vol. 16 : Glitch Mode Remix」が公開された[17]。

## チャート成績
- ガオンチャートアルバムランキングにて、週間1位、3月の月間1位を獲得した[18]。
- ビルボード200にて、週間50位にランクインした[19]。
- 全世界のアルバムセールス集計サイト・MediaTrafficが発表しているユナイテッド・ワールド・チャート（2022年4月15日）にて、1位を記録した[20]。
- iTunesのトップアルバムチャートにて、チリ・ブラジル・ニュージーランド・インド・日本など、世界28の国と地域で1位を記録した[9]。

## 受賞・評価
- 第4回Genie Music Awards「今年のアルバム賞（大賞）」受賞
- 第37回ゴールデンディスク賞「本賞（アルバム部門）」受賞
- ビルボード「25 Best K-Pop Albums of 2022」選出[21]

## 収録曲
1. Fire Alarm [3:12]
  - 作詞：이스란、Rick Bridges
  - 作曲：William James McAuley III、Brooke Tomlinson、Jesse Saint John、Rick Bridges
  - 編曲：Bleu

強烈なクラップサウンドのイントロ曲[12]。
2. Glitch Mode（버퍼링; バッファリング）[3:27]
  - 作詞：유재은 (JamFactory)、MARK
  - 作曲：Benjamin 55、Alony 55、Sam SZND
  - 編曲：Benjamin 55、Alony 55

イントロのナレーションと中毒性のあるリフが印象的なヒップホップダンスジャンルのタイトル曲。歌詞は、好きな相手を見れば「Glitch（バッファリング）」がかかったように凍ってしまう様子を表現している[8]。
ポイントダンスでは「感電」をイメージした振り付けが取り入れられており[22]、ミュージックビデオでは0.5倍速でパフォーマンスしたものを2倍速に速めている[23]。
3. Arcade [3:27]
  - 作詞：정하리
  - 作曲：Alexander Karlsson、Alexej Viktorovitch、Dem Jointz、Harold 'Alawn' Philippon
  - 編曲：JeL、Dem Jointz

迫力あるビートが強烈なヒップホップダンス曲で、アーケードゲームをモチーフにした歌詞には「ゲームに勝ちたいのなら僕についてくるしかない」という自信に満ちたメッセージを盛り込んでいる[24]。
4. It's Yours（너를 위한 단어; 君のための単語）[3:44]
  - 作詞：이재니、MARK、JENO、JAEMIN、JISUNG
  - 作曲：High Squad
  - 編曲：High Squad
5. Teddy Bear（잘자; おやすみ）[4:02]
  - 作詞：임정효、MARK
  - 作曲：권덕근、빅규、XISO、SENJI
  - 編曲：권덕근
6. Replay（내일 봐; また明日）[3:34]
  - 作詞：황유빈、MARK、JENO、JISUNG
  - 作曲：Ludwig Lindell、Gregory G Curtis II
  - 編曲：Ludwig Lindell

オールドスクールサウンドが調和したミディアムR&Bポップ[12]。
7. Saturday Drip [3:00]
  - 作詞：Rick Bridges
  - 作曲：samUIL (Decade +)、Rick Bridges
  - 編曲：samUIL (Decade +)

シンセサウンドのリフが90年代のヒップホップを連想させるラップユニット曲[12][25]。マーク・ジェノ・ジェミン・チソンが参加している。
8. Better Than Gold（지금; いま）[3:20]
  - 作詞：장윤미 (JamFactory)、유은미
  - 作曲：RYAN JHUN、Kyler Niko、Scott Russell Stoddart
  - 編曲：RYAN JHUN、Scott Russell Stoddart
9. Drive（미니카; ミニカー）[3:18]
  - 作詞：조윤경
  - 作曲：Noak Hellsing、Robert Habolin、Markus Sepehrmanesh
  - 編曲：Robert Habolin
10. Never Goodbye（북극성; 北極星）[3:32]
  - 作詞：황유빈、MARK、JENO、JAEMIN、JISUNG
  - 作曲：Zayson、김지후
  - 編曲：Zayson、김지후

歌詞には、北極星のようにいつも同じ場所で待つというメッセージが込められたR&Bバラード[26]。
11. Rewind [3:04]
  - 作詞：밍지션 (minGtion)、JUNNY (주니)
  - 作曲：밍지션 (minGtion)、JUNNY (주니)
  - 編曲：밍지션 (minGtion)

軽快な雰囲気のミディアムR&Bポップ曲。「チルドリーム（7Dream）」で一緒に叶えたい希望とファンに伝えたい気持ちを込めている[12]。

## リパッケージアルバム

### 概要
- 2ndフルアルバム『Glitch Mode』に、タイトル曲「Beatbox」のほか「To My First」「Sorry, Heart」「On the way」など、新曲4曲が追加されている[30]。
- プロモーションでは、タイトル曲「Beatbox」の一部音源とポイントダンスを楽しめるショート動画が公開された[31]。
- アルバムは、環境汚染に配慮し、国際山林管理協議会の認証を受けた紙、生分解される大豆インキ、揮発性有機化合物を排出しない環境にやさしいUVコーティングなどの素材で制作されている[32]。
- 2022年6月11日、NHK総合『Venue101』に出演し、タイトル曲「Beatbox」を披露した。

### チャート成績・評価
- ガオンチャートアルバムランキングにて、週間1位を獲得した。
- NYLON誌「The 20 Best K-POP Releases of 2022」に選出された[33]。
- タイトル曲「Beatbox」はコスモポリタン誌「The 15 Best K-Pop Songs of 2022」に選出された[34]。

### アレンジバージョン
- 2023年3月21日、タイトル曲「Beatbox」の英語バージョン「Beatbox (English Ver.)」をリリース[35]。

## 収録曲（リパッケージアルバム）
1. Beatbox [3:25]
  - 作詞：정하리
  - 作曲：Jurek Reunamäki、Emily Kim、Michael Jade、Brice Fox
  - 編曲：Jurek Reunamäki、IMLAY、Emily Kim、Michael Jade、Brice Fox

クセになるビートボックスサウンドが魅力的なオールドスクール感性満載のタイトル曲。手を叩きながらビートボックスモーションを取るポイントダンスがユニークな楽曲[36]。
2. Fire Alarm [3:12]
3. Glitch Mode（버퍼링; バッファリング）[3:27]
4. Arcade [3:27]
5. To My First（마지막 인사; 最後の挨拶）[3:03]
  - 作詞：나도연 (153/Joombas)
  - 作曲：Hayden Chapman、Greg Bonnick、Aston Merrygold、Karen Poole
  - 編曲：LDN Noise

「初恋シリーズ」に連なるR&Bポップジャンルの楽曲[37]。歌詞には、出会いと別れを繰り返し、真の愛の感情を悟った後、初恋の相手に伝える淡々とした最後のあいさつを込めている。
6. It's Yours（너를 위한 단어; 君のための単語）[3:44]
7. Teddy Bear（잘자; おやすみ）[4:02]
8. Sorry, Heart [3:34]
  - 作詞：KENZIE
  - 作曲：KENZIE、Matthew Tishler
  - 編曲：KENZIE、Matthew Tishler
9. Replay（내일 봐; また明日）[3:34]
10. Saturday Drip [3:00]
11. Better Than Gold（지금; いま）[3:20]
12. Drive（미니카; ミニカー）[3:18]
13. Never Goodbye（북극성; 北極星）[3:32]
14. Rewind [3:04]
15. On the way（별 밤; 星の夜）[3:30]
  - 作詞：FIPI (153 Joombas)、ZNEE
  - 作曲：David Arkwright、Tom Peyton、Russell Henson
  - 編曲：David Arkwright、Tom Peyton、Russell Henson